# Kirkop
Kirkop – jedna z jednostek administracyjnych na Malcie. Mieszka tutaj 2 191 osób. Znajduje się tutaj jedna z fabryk STMicroelectronics

## Zabytki
- Kościół św. Leonarda (Parish Church of Saint Leonard) z 1592 roku, przebudowany w latach 1706-1779
- Kaplica Zwiastowania
- Kaplica Świętego Mikołaja (Chapel of Saint Nicholas)

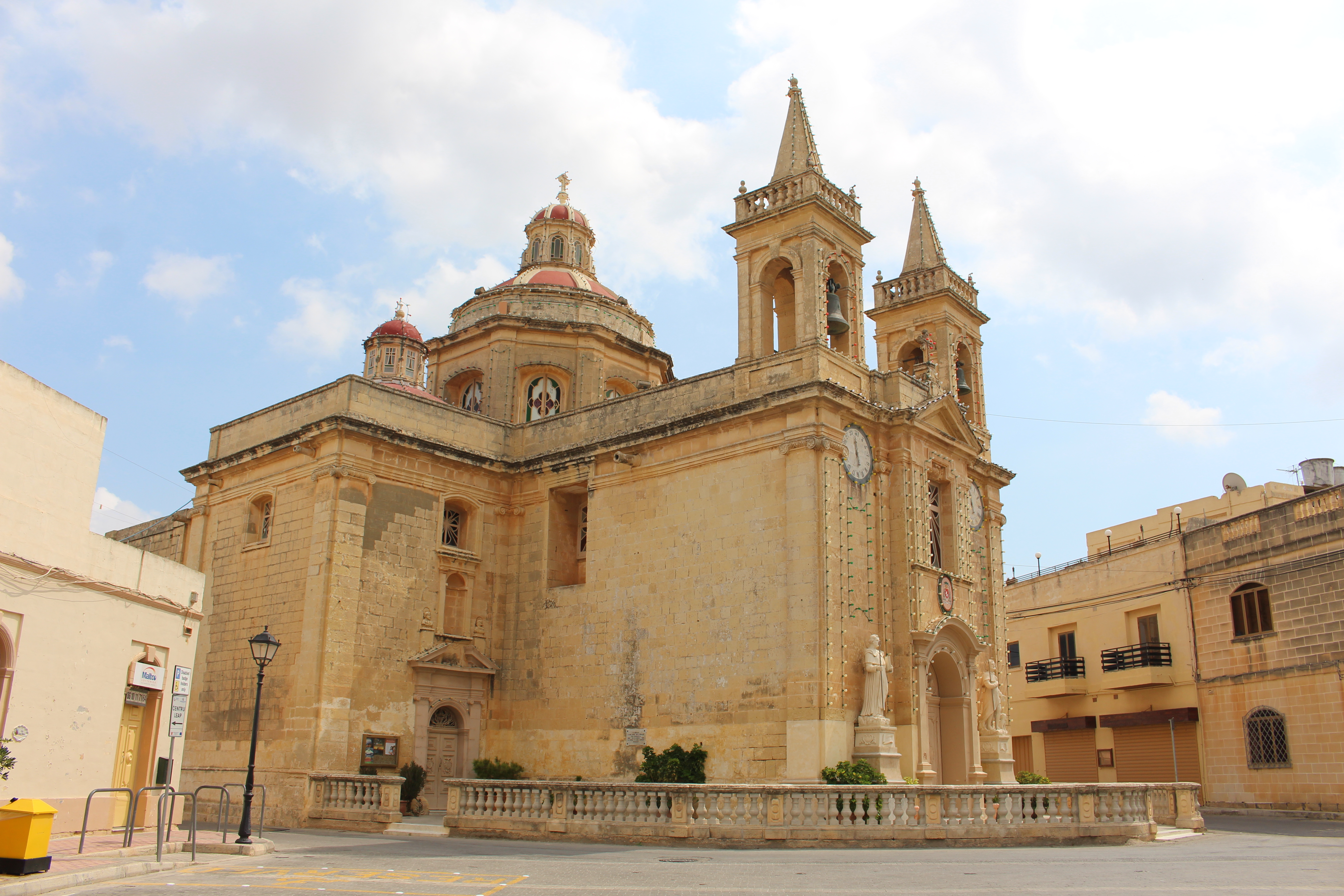
Kościół św. Leonarda
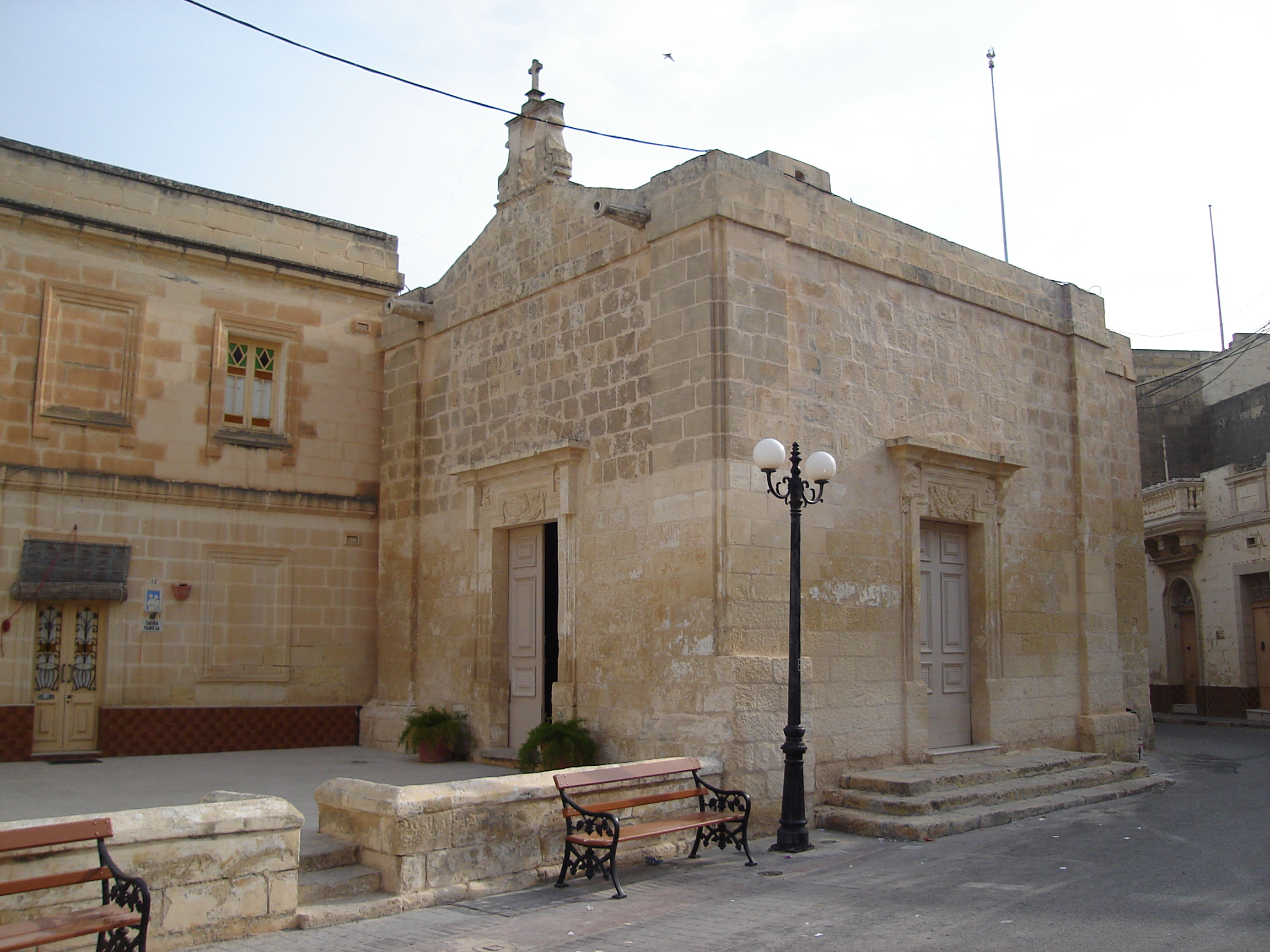
Kaplica Zwiastowania
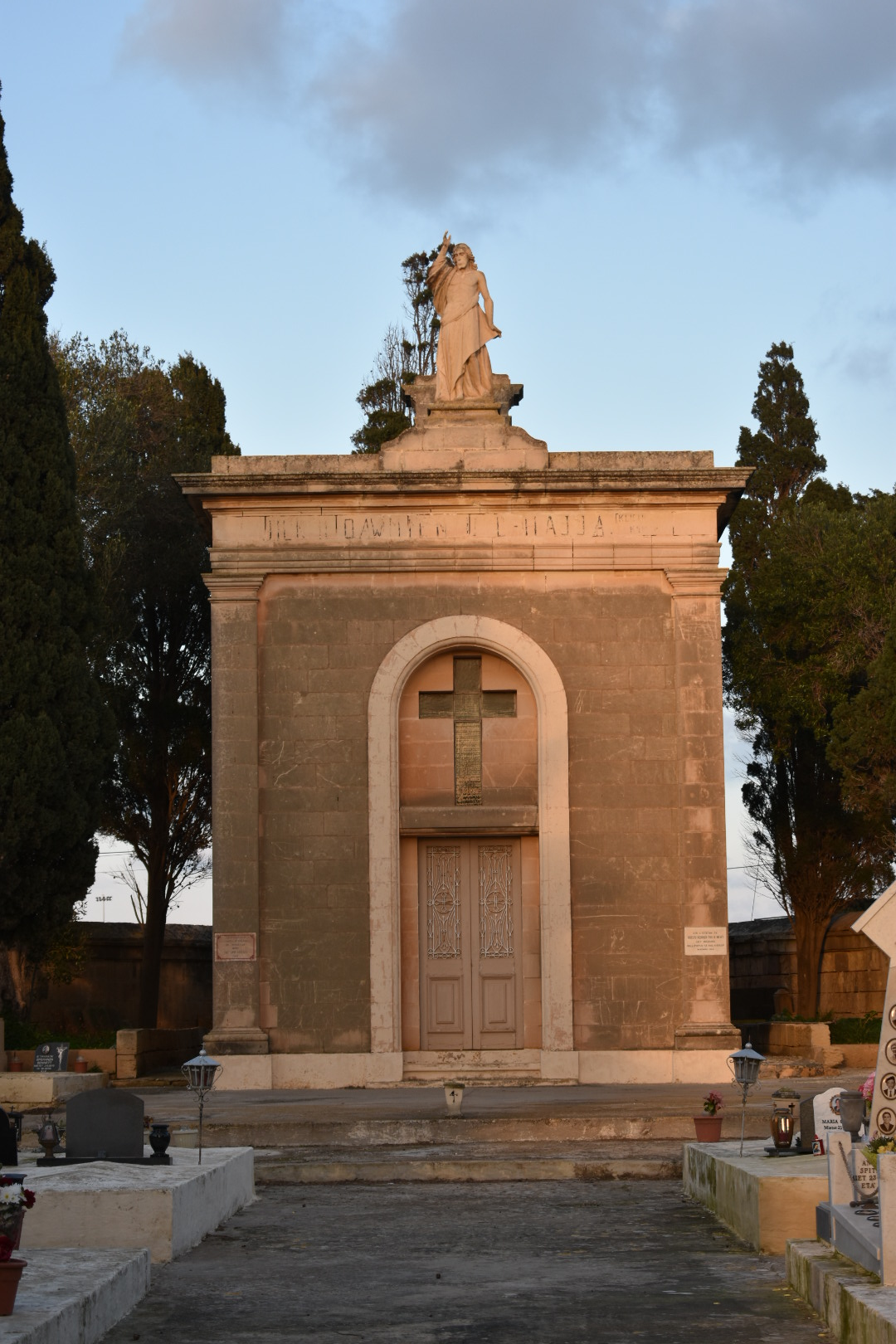
Kaplica Świętego Mikołaja

## Sport
W miejscowości funkcjonuje klub piłkarski Kirkop United F.C. Powstał w 1956 roku. Obecnie gra w czwartej maltańskiej lidze - Maltese Third Division. 

## Handel
W miejscowości znajduje się supermarket Lidl oraz szereg mniejszych sklepów.